# Agrias foucheri
Agrias foucheri är en fjärilsart som beskrevs av Le Moult 1926. Agrias foucheri ingår i släktet Agrias och familjen praktfjärilar. Inga underarter finns listade i Catalogue of Life.